# Preformismo

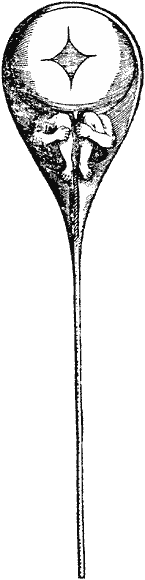
Homunculus di Hartsoeker

Il Preformismo è la teoria, sorta nel XVII secolo, secondo la quale l'animale adulto, con tutti gli organi e i caratteri ereditari, si trova già in miniatura nel germe, ossia nell'uovo o nello spermatozoo. Al preformismo si contrapponeva la teoria dell'epigenesi, secondo la quale, al contrario, l'embrione si sviluppa, a partire da un germe indifferenziato, mediante la formazione successiva delle varie parti dell'organismo.

## Storia
Negli anni settanta del XVII secolo, grazie al microscopio, Francesco Redi dimostrò che anche gli insetti si riproducono mediante uova; in seguito a queste osservazioni si affermò la dottrina dell'ovismo secondo la quale tutti gli animali, anche quelli vivipari, si riproducono mediante uova come gli animali ovipari. Quasi contemporaneamente, dall'osservazione degli spermatozoi nel liquido seminale fatta da Antoni van Leeuwenhoek nel 1677, nasceva la contrapposta dottrina dello spermatismo, secondo la quale l'embrione era presente nello spermatozoo, mentre l'uovo aveva la funzione di nutrirlo. Nel 1694 Nicolas Hartsoeker ipotizzò che l'intero feto, un "omuncolo" replica microscopica dell'essere in gestazione, alloggiasse nello spermatozoo con l'estremità cefalica nella testa dello spermatozoo.

Miraculum naturae sive uteri muliebris fabrica

Entrambe le teorie, l'ovismo e lo spermatismo, sottolineavano l'importanza della riproduzione per lo studio degli esseri viventi, ed entrambe condividevano la teoria secondo la quale l'animale adulto si trova preformato già nelle cellule germinali. La teoria preformista fu sostenuta per la prima volta dall'olandese Jan Swammerdam il quale, nel Miraculum naturae sive uteri muliebris fabrica (1672) negò che negli insetti esistesse una vera metamorfosi: la farfalla, per es., per Swammerdam è già presente interamente, con i suoi organi già distinti, nelle uova del bruco. Secondo Swammerdam tutti i germi preesistevano dall'inizio del mondo, essendo la Creazione un atto unico. Pertanto al momento della creazione nelle ovaie di Eva si trovavano, in miniatura, tutti gli uomini destinati a nascere fino alla fine del mondo. Lo sviluppo degli esseri viventi non era altro che svolgimento (in lingua latina evolutio) delle parti impacchettate nel germe, con successive mutazioni quantitative (accrescimento e allungamento).
Anche scienziati di primo piano come Leibniz, Bonnet e Spallanzani furono partigiani del preformismo, e il preformismo fu l'ipotesi giudicata più credibile dall'Encyclopédie di Diderot e d'Alembert.
La polemica tra i fautori dell'epigenesi e quelli del preformismo sarà feroce per tutto il secolo XVIII e si concluderà solo nel XIX secolo con l'affermazione definitiva della teoria cellulare.